# Revista de Girona

Revista de Girona (Revue de Gérone) est une revue créée en 1955 sous le titre Revista de Gerona à Gérone (Catalogne). Elle a pour but la diffusion de travaux d'études et de recherche dans les domaines culturel et scientifique liés à la ville et à la région de Gérone.

## Histoire
La revue prétend doter la culture de Gérone d'un outil qui lui permette de témoigner son présent et qui l'aide à avancer vers l'avenir.
À la création, la revue est trimestrielle. Depuis 1985 elle est devenue bimestrielle. Elle dépend de la députation de Gérone. Le directeur actuel est Narcís-Jordi Aragó (ca).
Après la publication du numéro 250 en novembre 2008 la revue commence une nouvelle étape quant aux dessins et au contenu. On inaugure également la version électronique de la revue, qui permet notamment de consulter tous les articles publiés depuis la création.

## Collaborateurs notables
- Alexandre Cuéllar (ca)
- Maria Assumpció Soler (ca)
- Enric Marquès (ca)